# Павелецкая набережная
Павеле́цкая набережная — набережная Москвы-реки в Даниловском районе Южного административного округа города Москвы. Лежит между Дербеневской набережной и Даниловской набережной. Нумерация домов ведётся от Дербеневской набережной.

## Происхождение названия
Получила название в начале XX века по находившейся в этой местности Павелецкой железной дороге.

## Примечательные здания и сооружения
По нечётной стороне находится Москва-река.
По чётной стороне:
- № 2 — Бывший Московский завод координатно-расточных станков, ныне бизнес-центр «Лофт Виль». На территории установлен памятник работникам завода, погибшим на фронте (1965, инженер В. М. Моисеев)[1].
- № 6 — бывшая городская клиническая больница № 56.
- № 8, стр. 2 и 24 — Фабрика прусского подданного Генриха-Георга (Егора Егоровича) Шлихтермана основана в 1864 году. Занимала 500 рабочих, производила до ста тысяч пудов пряжи в год, вела торговлю с собственного оптового склада. После революции — фабрика «Обновленное волокно», с 1925 года — Картонажно-ящичная, с 1964-го — Московский картонажно-полиграфический комбинат, крупнейший производитель упаковки в России.[2][3] Управляющая компания комбината, ООО «Афи Рус», и его дочерняя компания «Afi development» запроектировали на месте старой части фабрики «многофункциональный жилой комплекс». В 2011 году архитектурная мастерская «Сергей Скуратов Architects» выиграла международный конкурс на концепцию проекта, предложив максимально сохранить фабричные корпуса. Однако в сентябре 2014 года рабочая группа «Сносной» комиссии получила заявку на снос всех фабричных строений. Группа рекомендовала сохранить «в реставрационном режиме» только дом заводоуправляющего (стр. 24) и часть главного корпуса фабрики (стр. 2). Снос большей части крестообразного главного корпуса, а также относящихся к XIX веку строений 26 и 27, перенос башни на новое место (фактический снос) были одобрены большинством голосов, за исключением голоса координатора Архнадзора Константина Михайлова. В октябре 2014 года «Сносная» комиссия подтвердила вердикт своей рабочей группы. В декабре того же года Архитектурный совет Москвы одобрил доработанный проект Сергея Скуратова с сохранением полутора зданий, однако к концу июля 2018 года была снесена большая часть исторических строений, в октябре 2019-го был разобран главный корпус[3][4][5].

## Транспорт
- Станция метро Павелецкая, далее автобусы 913, с932
- Станция метро Пролетарская, далее автобус 984
- Станция метро Тульская, далее автобус с910